# Henri Collomb (homme politique)
Pour les articles homonymes, voir Henri Collomb et Collomb.
Henri Collomb, né le 18 novembre 1907 à Pélussin (Loire) et mort le 10 mai 1997 dans le 2e arrondissement de Lyon (Rhône), est un homme politique français.

## Détail des fonctions et des mandats
Mandat parlementaire
- 30 novembre 1958 - 9 octobre 1962 : Député de la 2e circonscription du Rhône.